# پلی‌دی‌متیل‌سیلوکسان
پلی‌دی‌متیل‌سیلوکسان (PDMS) معمولترین پلی‌سیلوکسان بکار گرفته شده به عنوان بایندر است. در ساختار آن دو گروه متیل بر روی اتم سیلیسیم قرار گرفته‌است.
پلی دی متیل سیلوکسان(PDMS) که با نام‌های دی متیل پلی سیلوکسان و دایمتیکون نیز شناخته می‌شود، به گروهی از پلیمرهای آلی- سیلیکونی گفته می‌شود. PDMS به سبب خواص و تطبیق پذیری که منجر به کابردهای فراوان آن می‌شود، به عنوان پراستفاده‌ترین پلیمر آلی بر پایه سیلیکون شناخته می‌شود.
PDMS معمولاً بخاطر خواص رئولوژیکی بخصوص خود شناخته می‌شود. این ماده به لحاظ اپتیکی شفاف و به‌طور کلی خنثی، غیر سمی و غیرقابل اشتعال است. یکی از انواع روغن‌های سیلیکون بحساب می‌آید و طیف وسیعی از کاربردها را از لنزهای تماسی و تجهیزات پزشکی تا الاستومرها را دربرمی گیرد. همچنین در شامپوها، غذاها، به عنوان ماده درزگیر، روانکار و کاشی‌های مقاوم حرارتی کاربرد دارد.

## ساختار
فرمول شیمیایی پلی دی متیل سیلوکسان، CH3[Si(CH3)2O]nSi(CH3)3 است که در آن n تعداد دفعات تکرار مونومر [SiO(CH3)2] می‌باشد. سنتز صنعتی این ماده می‌تواند از دی متیل دی کلرو سالین و آب تحت واکنش زیر آغاز شود:

## خواص مکانیکی
PDMS یک ماده ویسکوالاستیک است به این معنا که زمان جریان طولانی یا دمای بالا مانند یک مایع ویسکوز مثل عسل عمل می‌کند. اما در زمان جریان کوتاه یا دمای پایین مانند یک جامد الاستیک مانند لاستیک عمل می‌کند. ویسکوالاستسیسیته نوعی رفتار الاستیسیته غیر خطی است که در میان پلیمرهای با ساختار غیر کریستالی رایج است.
اگر PDMS برای مدت زمان طولانی ای روی سطحی باقی بماند (زمان جریان طولانی) جریان یافته و به مرور تمام سطح را پوشانده و منافذ آن را پر می‌کند. اگر همین ماده در قالب ریخته شود و تحت فرایند پخت قرار گیرد (زمان جریان کوتاه) مانند یک لایه لاستیکی خارج می‌شود. تعیین خواص مکانیکی مناسب باید قبل از فرایند پخت انجام گیرد. PDMS خام این امکان را به کاربر می‌دهد که با توجه به خواص مورد نیاز خود الاستومر مناسب را بدست آورد. عموماً PDMS پخت شده با کراس لینک‌ها، خواصی شبیه با لاستیک در حالت جامد خود را دارد. مدر این حالت ماده می‌تواند به سادگی کشیده شود، خم شود و در همه جهات فشره گردد.
به‌طور کلی PDMS مدول الاستیک کمی دارد که منجر به تغییر شکل آسان و رفتار لاستیکی آن می‌گردد. مدول برشی PDMS وابسته به روش فرآوری آن است اما تغییرات مقدار آن در محدوده 100kPa تا 3MPa می‌باشد.

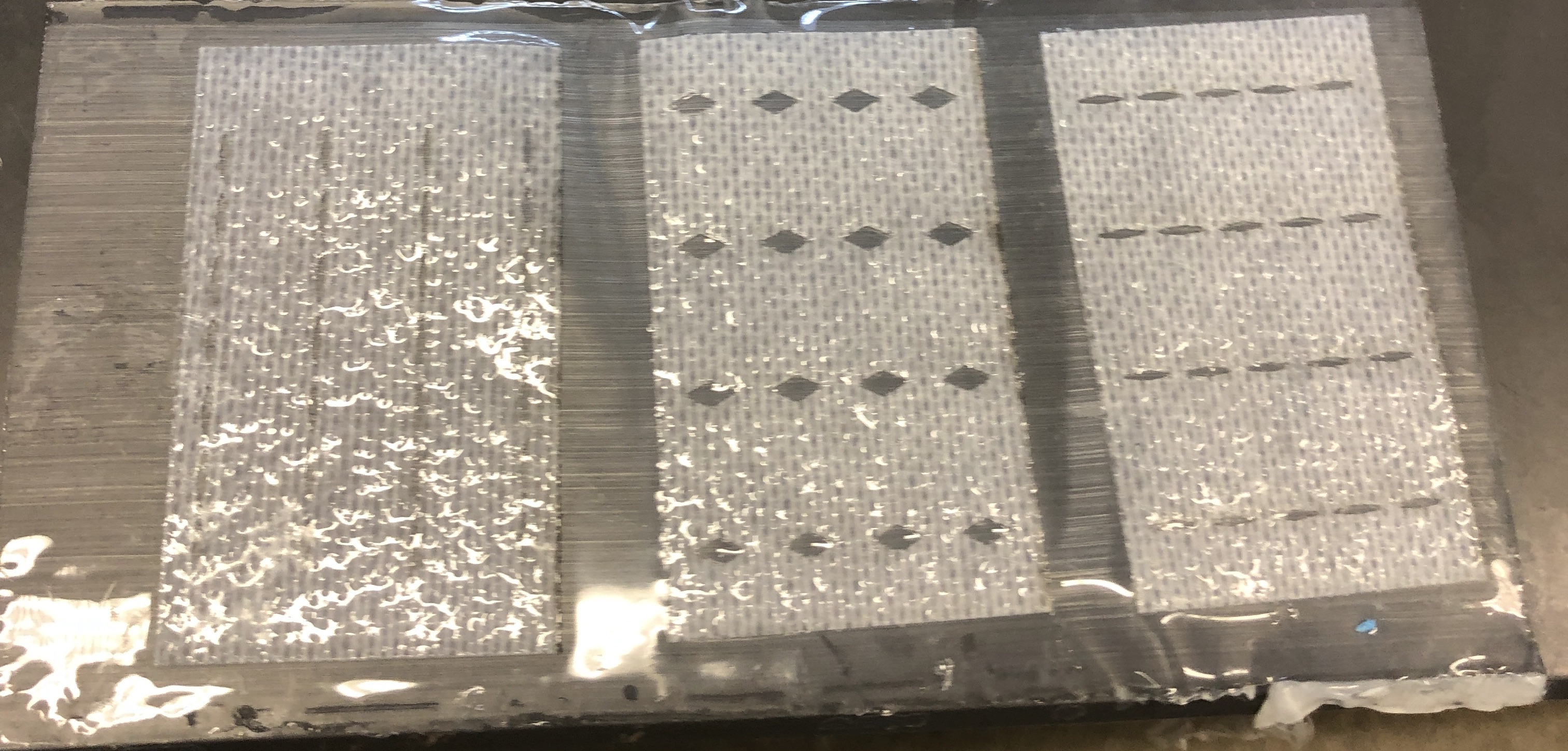
پارچه جاسازی شده در PDMS. این روش به کاربر این امکان را می‌دهد که یک لایه نازک از PDMS را به عنوان یک زیرلایه حفظ کند در حالی که از طریق قرار دادن تقویت کننده به سختی بیشتری دست می‌یابد.

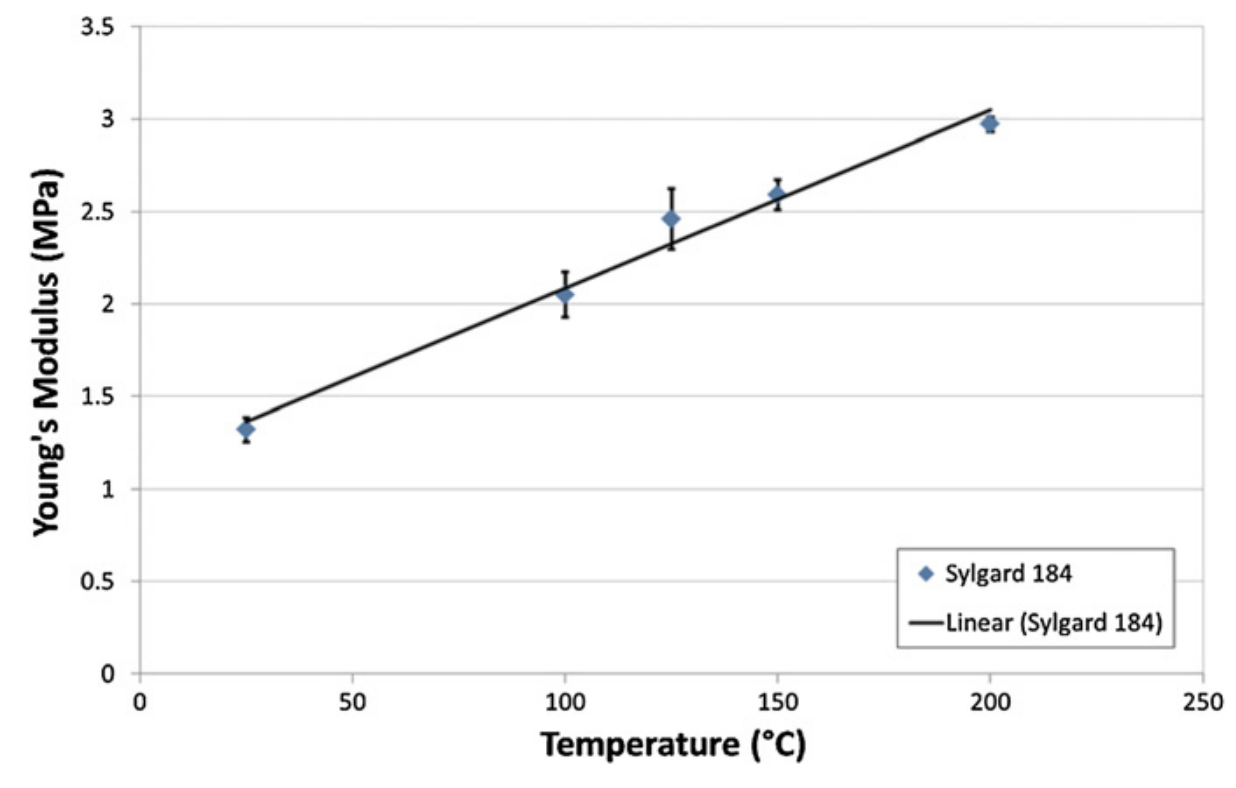
رابطه خطی بین دمای پخت و مدول یانگ در Sylgard 184 PDMS

## خواص شیمیایی
PDMS ماده ای هیدروفوبیک است. با روش اکیداسیون پلاسما می‌توان خواص سطحی PDMS را تغییر داد. افزودن گروه عاملی سیلانول(SiOH) با روش پلاسما آرگون می‌تواند برای مدت زمانی حدود ۳۰ دقیقه خاصیت آب دوستی به سطح بدهد اما پس از این زمان خاصیت آب گریزی سطح مجدداً احیا می‌شود. برای کاربردهایی که نیاز به سطح آب دوست برای مدت زمان بیشتری دارند باید از تکنیک‌های دیگری نظیر می‌توان از روش‌هایی مانند پیوند پلیمر آب دوست، ساختار نانو سطح و اصلاح سطح پویا با سورفاکتانت‌های تعبیه شده استفاده کرد. نمونه‌های جامد PDMS (اکسید سطحی شده باشند یا نه) به محلول‌های آبی اجازه نفوذ نمی‌دهند؛ بنابراین می‌توان از ساختارهای حاوی PDMS جهت ترکیب محلول‌های آب و الکل استفاده کرد بدون اینکه ماده دچار تغییر شکل شود.

## کاربردها

### لیتوگرافی نرم
PDMS معمولاً به عنوان مهر رزین در پروسه لیتوگرافی نرم استفاده می‌شود و یکی از پرکاربردترین موادی است که در تراشه‌های میکروسیال جهت تحویل جریان مورد استفاده قرار می‌گیرد. پروسه لیتوگرافی نرم شامل ساخت یک مهر الاستیک، که قابلیت انتقال الگوهای در حد ناندمتر به شیشه را داراست، و یک سطح پلیمری یا سیلیکونی می‌شود. به کمک این روش می‌توان تجهیزاتی ساخت که در صنعت ارتباطات از راه دور اپتیکی و تحقیقات پزشکی کاربرد دارد. مهر با روش‌های معمول فوتولیتوگرافی یا لیتوگرافی پرتو الکترونی ساخته می‌شود. رزولوشن وابسته به ماسک مورد استفاده است و می‌تواند به مقدار ۶ نانومتر هم برسد.
در سیستم‌های میکرو الکترومکانیکی زیستی (بایوممز) لیتوگرافی نرم به‌طور گسترده برای میکروسیال‌ها در زمینه آلی یا غیرآلی استفاده می‌شود. بافت پنجره ای سیلیکونی جهت طراحی کانال‌ها بکار برده می‌شود سپس PDMS روی این پنجره ای‌ها ریخته می‌شود و اجازه داده می‌شود تا خشک شود. پس خشک شدن، حتی کوچکترین الگوها روی PDMS رد خود را بجا می‌گذارند. سپس سطح بلوک با روش اچ پلاسما یک لایه آبدوست روی سطح ایجاد می‌شود. این عملیات سطحی پیوندهای سیلیکون- اکسیژن را در سطح می‌شکند. سپس یک اسلاید شیشه ای که عملیات پلاسما روی آن انجام شده روی سطح فعال PDMS قرار می‌گیرد. اکنون الگوی ایجاد شده بین PDMS و شیشه با سطوح پلاسما شده قرار دارد. سپس تأثیر عملیات پلاسما از بین رفته و پیوند بین اکسیژن و سیلیکون بین سطح شیشه و سطح PDMS شروع به بازسازی می‌کند. PDMS تمام سطح اتصال خود با شیشه را می‌پوشاند و به این ترتیب یک کانال ضدآب در محل الگوها ایجاد می‌شود. به کمک این تجهیز محققان می‌توانند از روش‌های شیمی سطح متعددی برای ساخت تجهیزات منحصر به فرد آزمایشگاه روی تراشه برای تست‌های موازی استفاده کنند.

### استریو لیتوگرافی
در پرینت سه بعدی به روش استریولیتوگرافی(SLA) نور به یک رزین فتوکیورینگ تابیده می‌شود و نواحی مشخصی از رزین را به صورت انتخابی سخت می‌کند. بعضی از انواع پرینترهای SLA از زیر تانک رزین پخت می‌شوند بنابراین لازم است تا مدل ایجاد شده از سطح کنده شود تا لایه بعدی رزین بتواند آن را بپوشاند. وجود یک لایه PDMS در زیر تانک با مکانیزم جذب اکسیژن به این پروسه کمک می‌کند: وجود اکسیژن در مجاورت رزین مانع از چسبندگی رزین به PDMS می‌شود. همچنین شفافیت اپتیکی PDMS اجازه عبور بدون انحراف نور به رزین را می‌دهد.

### کاربردهای آرایشی و پزشکی
ایمپلنت‌های سینه از یک لایه الاستومر PDMS که با سیلیکا بخار داده شده و درون خود محلول سالین یا ژل PDMS دارد تشکیل شده‌است.

#### پوست
از PDMS در صنایع آرایشی به‌طور گسترده استفاده می‌شود. برای مثال، می‌توان از PDMS در درمان شپش پوست سر استفاده نمود.

#### مو
ترکیبات حاوی PDMS مانند آمودایمتیکون زمانی که بگونه ای فرمول بندی شده باشند که حاوی ذرات کوچک و انحلالی پذیر در آب یا الکل به عنوان سورفکنانت به عنوان نرم‌کننده بخصوص برای موهای آسیب دیده کاربرد دارند.

#### لنز تماسی
یکی از کاربردهای متصور برای PDMS در تمیز کردن لنزهای تماسی می‌باشد. خواص فیزیکی مانند مدول الاستیک کم و آبگریزی در پاکسازی لنزهای تماسی از ذرات آلاینده در حد میکرو و نانو کمک می‌کنند.

#### کاربرد در پزشکی
نوع فعال شده پلی‌دی‌متیل‌سیلوکسان به عنوان داروی ضد نفخ با نام دایمتیکون و همچنین سایمتیکون شناخته شده‌است. دایمتیکون به صورت قرص یا قطره مصرف می‌شود. همچنین این ماده در ترکیب با سایر داروها نیز تولید می‌شود مانند قرص و شربت آلومینیوم ام جی اس که حاوی هیدروکسید آلومینیم، هیدروکسید منیزیوم و سایمتیکون است.
این پلیمر دارای دانسیته ۰٫۹۷۱ است و در آب غیرقابل حل می‌باشد.

### کاربردهای صنعتی
«سیلوکسان‌ها ترکیب‌هایی سیلسیم‌دار با خواص صنعتی مهمی از جمله نفوذپذیری زیاد، مقاومت در برابر قلیاها و برخورداری از سطحی آب‌گریز هستند. این مواد در شکل پلیمری، خواص خود را در محدوده گسترده‌ای از تغییرات محیطی حفظ می‌کنند.
برخلاف پلیمرهای آلی، این ترکیب‌ها در برابر اکسایش، پایداری بیشتری از خود نشان می‌دهند و به‌عنوان عایق‌های الکتریکی، کارایی بیشتری دارند. کم بودن نقطه انجماد، کشش سطحی و نیروی جذب باعث کاربردهای گوناگون این مواد شده‌است.»
دربارهٔ کاربرد این ماده می‌خوانیم: «نوع فعال شده دی‌متیل سیلوکسان‌ها به‌عنوان داروی ضد نفخ به نام دایمتیکون و سایمتیکون شناخته شده‌است. این ماده در ترکیب با داروها در شکل قرص و شربت نیز استفاده می‌شود. نمونه‌ای از این داروها شربت آلومینیوم ام. جی است که حاوی آلومینیوم هیدروکسید، منیزیم هیدروکسید و سایمتیکون است.
در کارخانه‌های تهیه قند، مربا، نوشابه و آدامس از این ماده استفاده می‌شود و به‌عنوان افزودنی در تهیه غذاهای فراوری شده کاربرد دارد. از جمله کاربردهای صنعتی آن باید به استفاده از آن به‌عنوان عامل ضد کف در حفاری چاه‌های نفت یا فرایند سیمان‌کاری دیواره چاه‌ها و صنایع چوب و کاغذ اشاره کرد. در صنایع تولید رنگ و رنگرزی نیز از این ماده استفاده می‌شود.»
در ادامه آمده‌است: «از پلیمر این ترکیب، PDMS، به دلیل برخورداری از پایه سیلیکونی، به‌عنوان نرم‌کننده در فراورده‌های بهداشتی و آرایشی استفاده می‌شود. غشاهای PDMS پر شده با نانوذره‌های زئولیتی در جداسازی گازهای پروپان، متان، هیدروژن و کربن‌دی‌اکسید مناسب شناخته شده‌است. این ترکیب در استخراج پروتیین‌ها به روش کروماتوگرافی سودمند بوده‌است.»